# Russische Kapelle (Vršičpass)

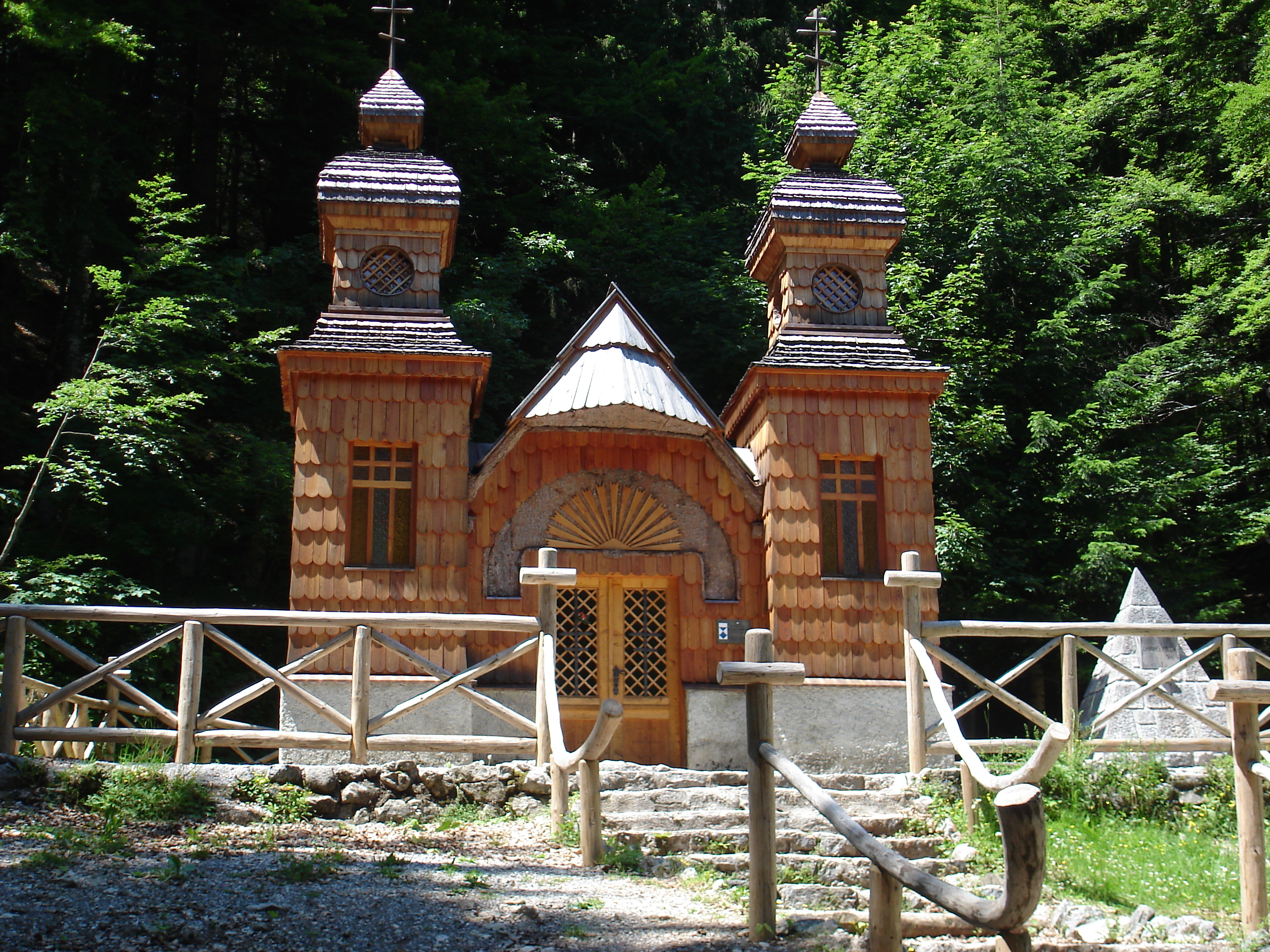
Russische Kapelle (2008)

Die Russische Kapelle auf dem Vršičpass (slowenisch Ruska kapelica na Vršiču) ist eine russisch-orthodoxe Kapelle auf der nördlichen Seite des Vršičpasses im Nordwesten Sloweniens. Die dem Heiligen Wladimir gewidmete Kapelle wurde zur Erinnerung an russische Kriegsgefangene erbaut, die im Ersten Weltkrieg im Zusammenhang mit dem Bau der Passstraße durch einen Lawinenabgang getötet worden waren. Die Kapelle ist sowohl ein Mahnmal gegen den Krieg als auch eine symbolische Verbindung zwischen Slowenien und Russland.

## Geschichte
Zu Beginn des Jahres 1915 war Kranjska Gora zu einem wichtigen strategischen Punkt für die Isonzo-Front zwischen Österreich-Ungarn und Italien geworden. Aus diesem Grund beschloss die österreichisch-ungarische Armee den Bau einer Militärstraße zwischen Kranjska Gora und dem Soča-Tal (Vršič-Pass) für einen schnelleren Transport von österreichischen Einheiten und militärischer Ausrüstung. Der im Mai 1915 begonnene Bau der Passstraße wurde bis zum Ende des Jahres abgeschlossen. Durch einen Lawinenabgang im März 1916 wurde eine hohe Anzahl von Menschen getötet. Die genaue Anzahl lässt sich nicht mehr feststellen. Die Angaben schwanken zwischen 110 russischen Gefangenen und sechs oder sieben österreichisch-ungarischen Soldaten sowie 170 bis 300 russischen Gefangenen und zehn bis 80 österreichisch-ungarischen Soldaten. Insgesamt forderte der Bau der Straße nach Schätzungen mehr als 7000 Opfer. Die überlebenden russischen Gefangenen errichteten im Jahre 1916 zur Erinnerung an die toten Kameraden die Kapelle. Seit 2006 trägt die an der Russischen Kapelle vorbeiführende Teilstrecke des Passes den Namen „Russische Straße“.

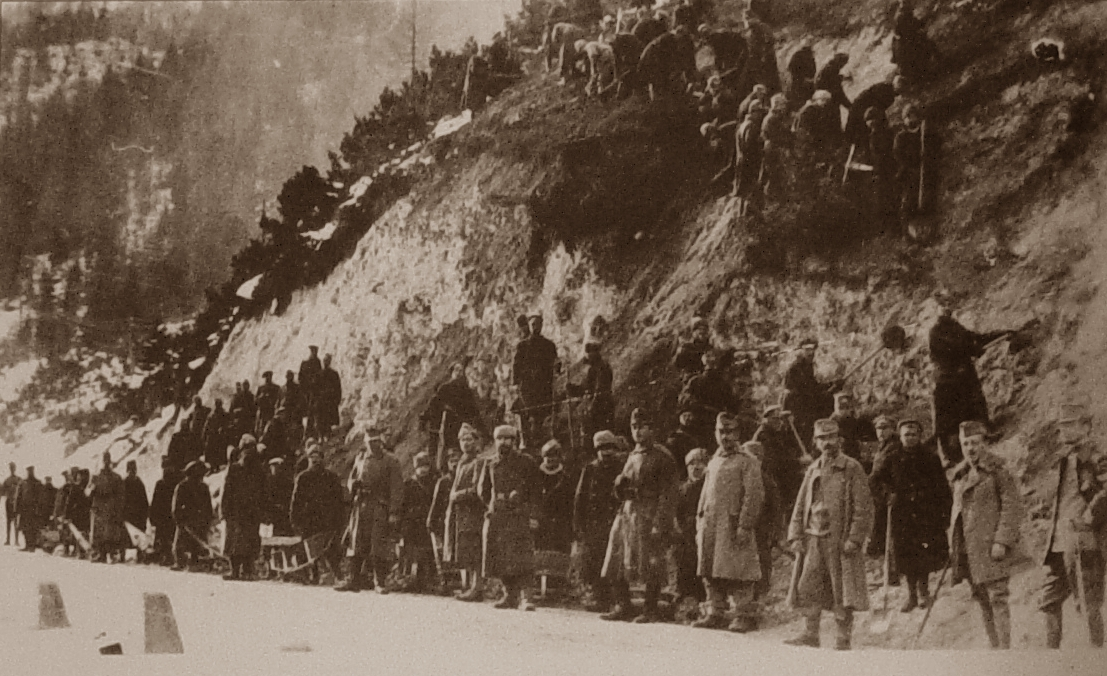
Gefangene beim Straßenbau
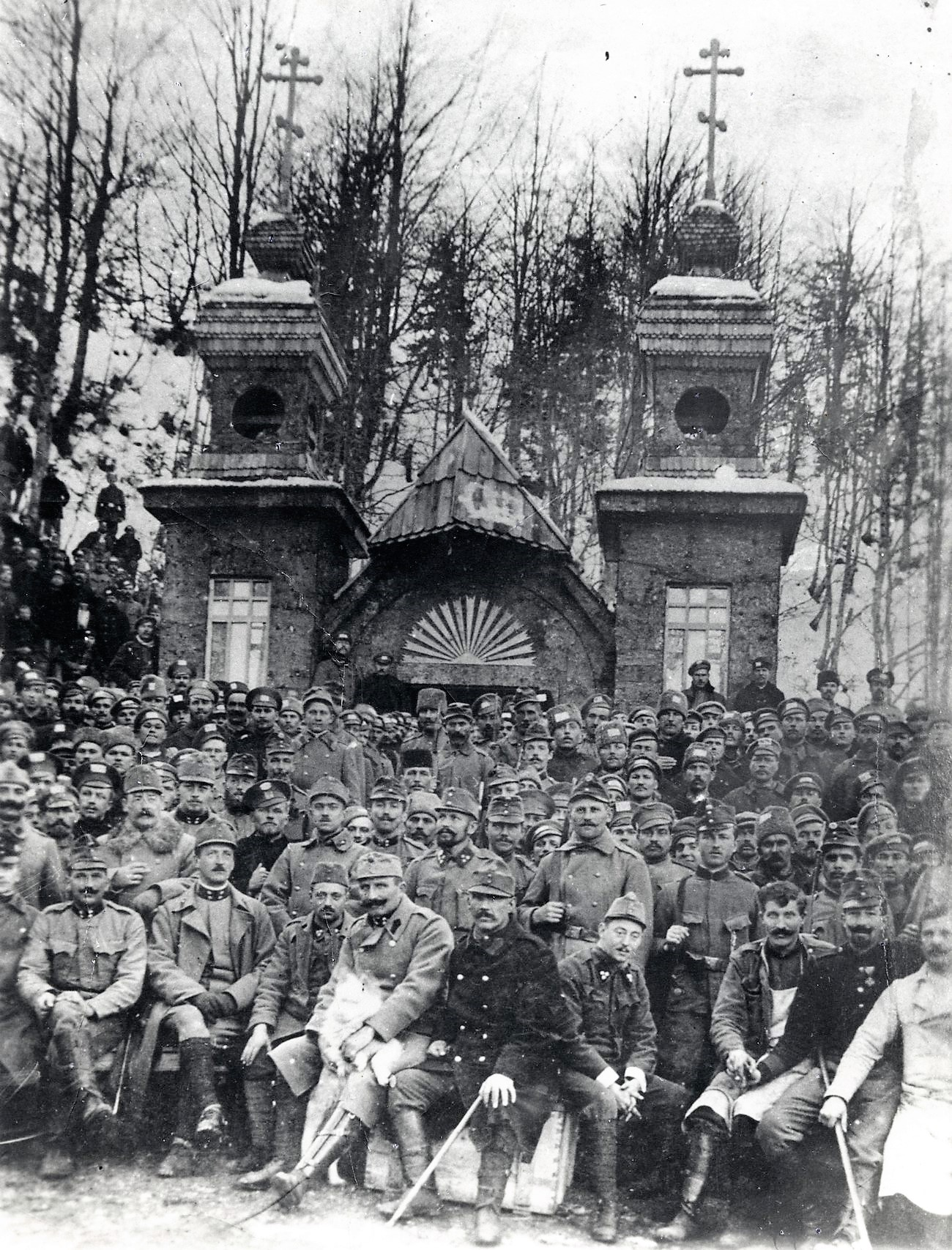
1916
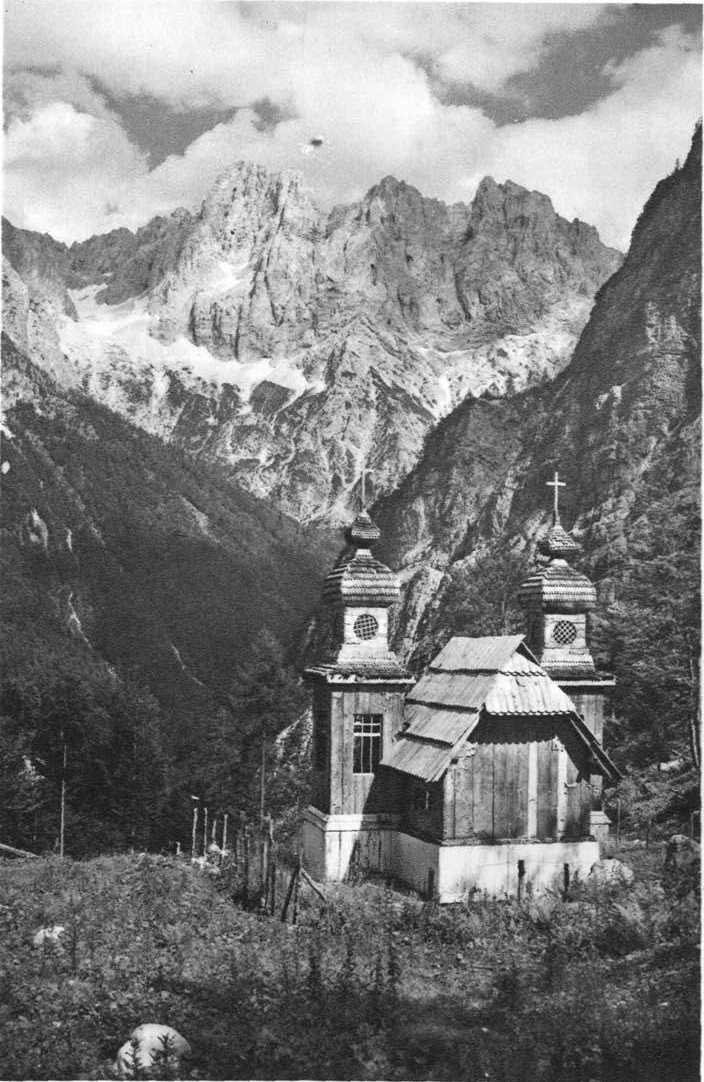
1928

## Kapelle
Die Kapelle besteht aus Holz und wurde auf einem Steinfundament errichtet. Sie hat zwei Zwiebeltürme im Barockstil. Sie wurde ursprünglich  mit Rinde verschalt, später mit Holzschindeln. Der Innenraum ist klein, bescheiden eingerichtet und weiß gestrichen. Der Altar besteht aus geschnittenen Rundhölzern. Neben der Kapelle befindet sich eine Grabstätte. Das pyramidenförmige Grabdenkmal trägt in russischer Sprache die Inschrift Den Söhnen Russlands.

## Gedenkfeiern
Seit 1992 findet jeden letzten Sonntag im Juli eine Gedenkfeier statt. Daran nehmen regelmäßig hochrangige Vertreter des russischen Staates teil. Im Jahr 2015 besuchte der russische Ministerpräsident Dmitri Medwedew die Zeremonie. Ein Jahr später, am 30. Juli 2016, im Jahr des einhundertsten Jubiläums, nahm der russische Präsident Wladimir Putin teil.

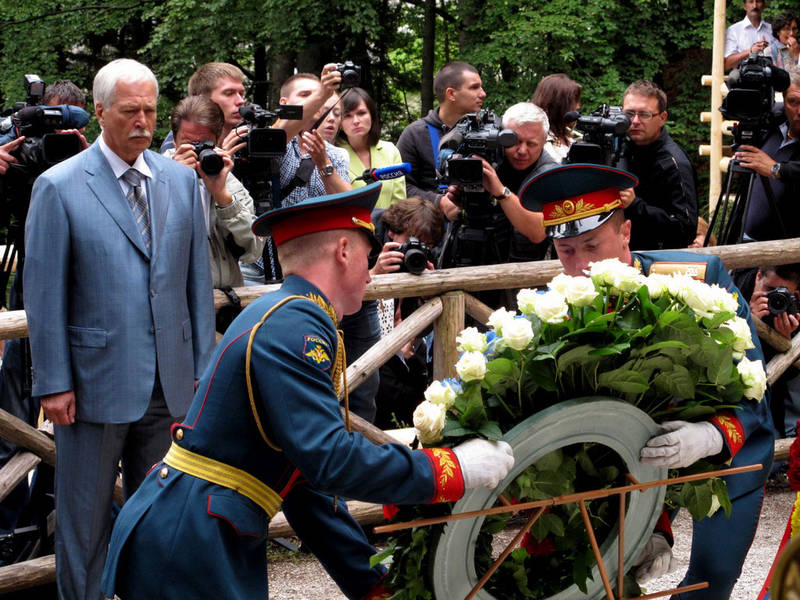
Boris Gryslow (2011)
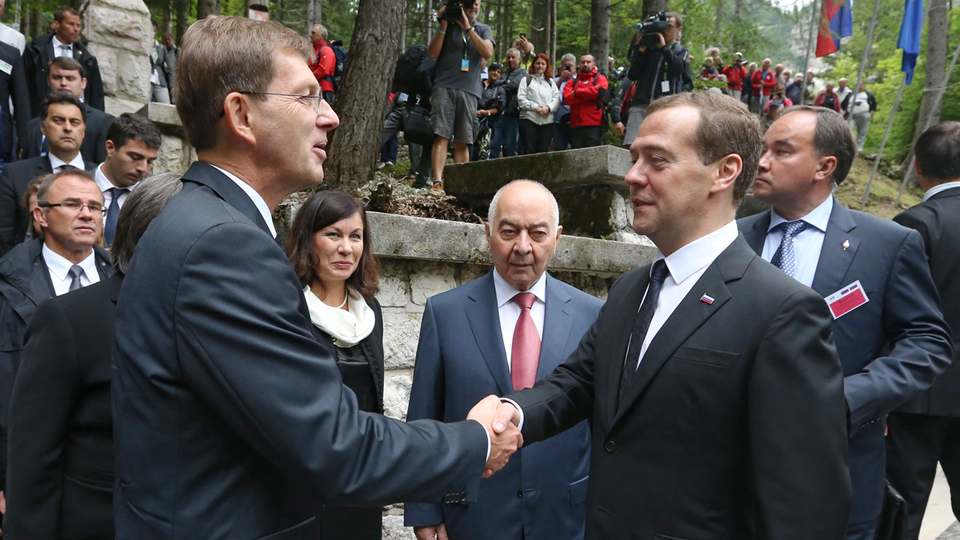
Dmitri Medwedew (2015)
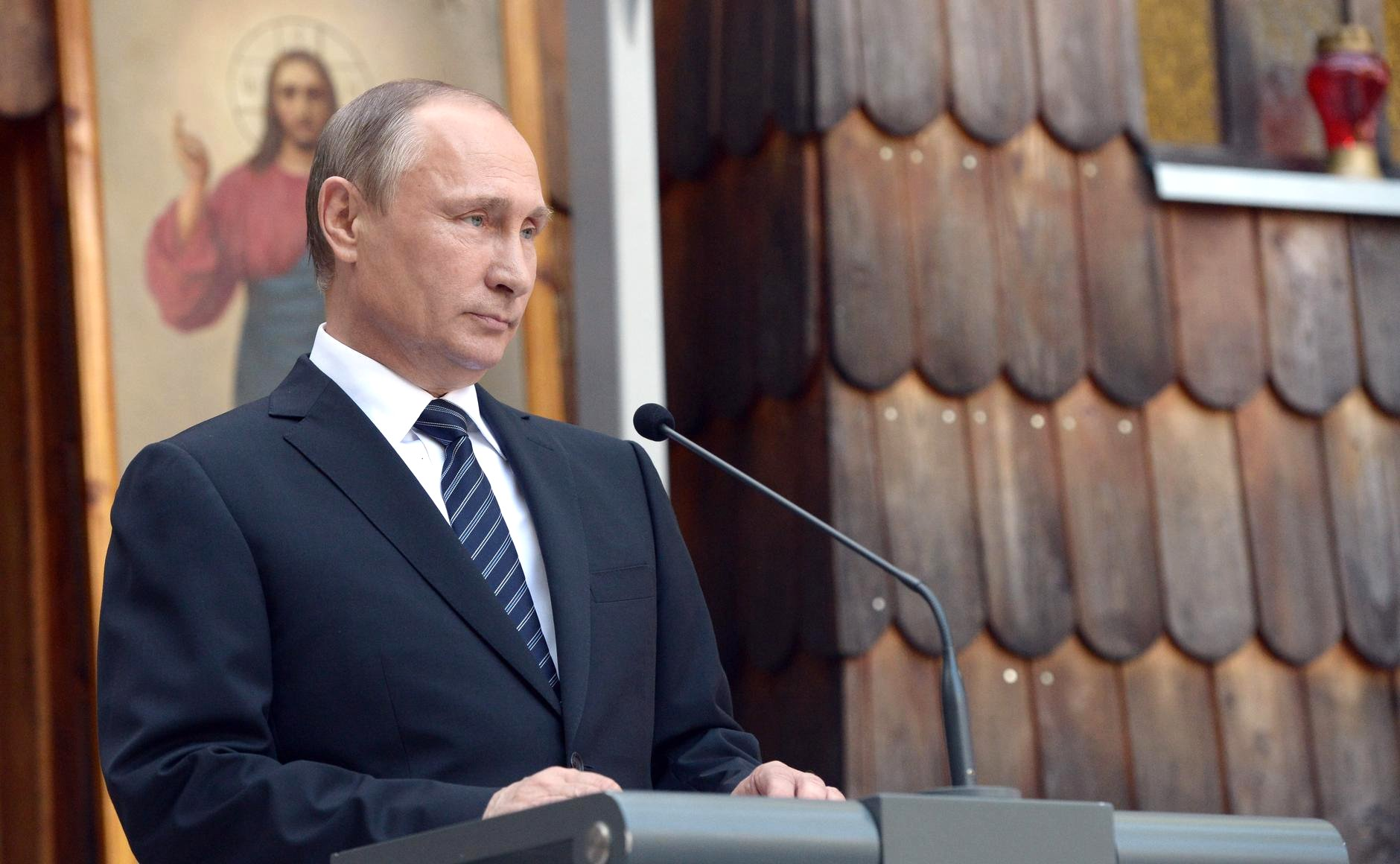
Wladimir Putin (2016)